# Lee Kang-seok
Lee Kang-seok (kor. 이강석; ur. 28 lutego 1985 w Uijeongbu) – południowokoreański łyżwiarz szybki, brązowy medalista olimpijski, trzykrotny medalista mistrzostw świata i trzykrotny zdobywca Pucharu Świata.

## Kariera
Specjalizuje się w biegach na krótkich dystansach. Pierwszy sukces osiągnął w 2006 roku, kiedy zdobył brązowy medal w biegu na 500 m podczas igrzysk olimpijskich w Turynie. W zawodach tych wyprzedzili go jedynie Amerykanin Joey Cheek oraz Rosjanin Dmitrij Dorofiejew. Rok później na tym samym dystansie zdobył złoty medal podczas dystansowych mistrzostw świata w Salt Lake City. Wynik ten powtórzył na rozgrywanych w 2009 roku dystansowych mistrzostwach świata w Vancouver. Ostatni medal wywalczył na sprinterskich mistrzostwach świata w Obihiro, gdzie zajął drugie miejsce. Rozdzielił tam na podium swego rodaka Lee Kyu-hyeoka i Japończyka Keiichirō Nagashimę. W tym samym roku był też czwarty w biegu na 500 m podczas igrzysk olimpijskich w Vancouver. Walkę o medal przegrał tam z Jōjim Katō z Japonii. Brał też udział w igrzyskach w Soczi w 2014 roku, zajmując 22. miejsce na tym dystansie. Lee wielokrotnie stawał na podium zawodów Pucharu Świata, odnosząc przy tym dwanaście zwycięstw. W sezonach 2005/2006 i 2010/2011 zwyciężał w klasyfikacji końcowej 500 m, a w sezonie 2007/2008 był drugi. Ponadto w sezonie 2007/2008 był najlepszy w klasyfikacji 100 m, a w sezonach 2005/2006 i 2008/2009 zajmował trzecie miejsce.

## Osiągnięcia

### Igrzyska olimpijskie
- Turyn 2006
  - brąz – (500 m)

### Mistrzostwa świata
- Mistrzostwa świata na dystansach
  - złoto – 2007 (500 m); 2009 (500 m)
- Mistrzostwa świata w wieloboju sprinterskim
  - srebro – 2010